# شکربوته آبی
شکربوته آبی (نام علمی: Protea nitida) نام یک گونه از سرده شکربوته‌ها است.